# ميتال جير سوليد: المجموعة الرئيسية
ميتال جير سوليد: ماستر كولكشن هي سلسلة ألعاب فيديو التي طورتها فيرتوس ونشرت من قبل كونامي. هذه المجموعة تتميز بألعاب معاد تصميمها من سلسلة ألعاب Metal Gear، تم إصدارها في ذكرى الذكرى الثلاثين والثلاثين لسلسلة.
المجموعه مُقسَّمة عبر المجلدات، المجلد الأول
تم الإعلان عنه في مايو 2023. سيتضمن المجلد الأول من المجموعة الرئيسية من خمسة إصدارات رئيسية في السلسلة وهي: Metal Gear (1987)، Metal Gear 2: Solid Snake (1990)، Metal Gear Solid (1998)، Metal Gear Solid 2: Sons of Liberty (2001)، Metal Gear Solid 3: Snake Eater (2004)، بالإضافة إلى مهام VR Missions لـ Metal Gear Solid، ونسخة نينتندو إنترتينمنت سيستم من Metal Gear وتكملتها المستقلة Snake's Revenge (1990).
تم الإعلان عن عنه في مايو 2023. سيتضمن المجلد الأول من المجموعة الرئيسية خمسة إصدارات رئيسية في السلسلة وهي:
- ميتال جير (1987)
- ميتال جير 2: سوليد سنيك (1990)
- ميتال جير سوليد (1998)
- ميتال جير سوليد 2: أبناء الحرية (2001)
- ميتال جير سوليد 3: أكل الثعبان (2004)
بالإضافة إلى مهام VR Missions لـ ميتال جير سوليد، ونسخة نينتندو إنترتينمنت سيستم من ميتال جير وتكملتها المستقلة انتقام الأفعى (1990).
تم الإعلان عن أن مجلدات إضافية ستُعلن عنها وتُوضح في المستقبل.

## الالعاب
| العنوان                          | المنصة الأصلية           | تاريخ الإصدار الأصلي |
| -------------------------------- | ------------------------ | -------------------- |
| Metal Gear                       | MSX2                     | 1987                 |
| Metal Gear (NES version)         | نينتندو إنترتينمنت سيستم | 1987                 |
| انتقام سنيك                      | نينتندو إنترتينمنت سيستم | 1990                 |
| ميتال غير 2: سوليد سنايك         | MSX2                     | 1990                 |
| Metal Gear Solid                 | PlayStation              | 1998                 |
| ميتال غير سوليد                  | PlayStation              | 1999                 |
| ميتال غير سوليد 2: سنز أوف لبرتي | بلاي ستيشن 2             | 2001                 |
| ميتال غير سوليد 3: سنيك إيتر     | بلاي ستيشن 2             | 2004                 |

## ردود الفعل
مجموعة ميتال جير سوليد: ماستر كولكشن" حصلت على تقييم "عمومًا إيجابي" وفقًا لموقع المراجعات Metacritic. يُلاحظ أن تقييم "عمومًا إيجابي" يشير إلى استقبال جيد للمجموعة بشكل عام من قبل النقاد واللاعبين.
كما قيم موقع IGN المجموعة ب: "مجموعة ضخمة من الألعاب الكلاسيكية التي لا تزال تبرز بأسلوب قصة مدهش وأسلوب لعب مذهل، وهي فرصة رائعة للاستمتاع بتاريخ سلسلة ميتال جير سوليد."

## انظر ايضا
- ريميك